# ملوک شمالی
ملوک شمالی (اندونزیایی: Maluku Utara) یکی از استان‌های شمال شرقی اندونزی است.
این استان بخش‌های شمالی جزایر ملوک را شامل می‌شود و از استان ملوک مستقل شده‌است.
مرکز سیاسی و برنامه‌ریزی ملوک شمالی، شهر سوفیفی است که در جزیرهٔ هاماهرا که بزرگ‌ترین جزیرهٔ استان است، واقع شده‌است.
جزیرهٔ ترنات مرکز اقتصادی و پرجمعیت‌ترین جزیرهٔ ملوک شمالی است. هم‌چنین بزرگ‌ترین شهر هالماهرا، توبلو است.